# God Put a Rainbow in the Sky
God Put a Rainbow in the Sky är ett album av Miss Li, utgivet 2 maj 2007. 

## Låtlista
1. "Let Her Go"
2. "All I Need Is You"
3. "I'm Glad I'm Not A Proud American"
4. "Don't Try To Fool Me"
5. "Autumn Cold"
6. "I'm Sorry, He's Mine"
7. "The Songs We Used To Sing"
8. "Kings & Queens"
9. "The Happy Sinner"
10. "A Song About Me And A Boy"

## I'm Sorry, He's Mine
I'm Sorry, He's Mine är en singel släppt 15 maj 2007.

### Låtlista
1. I'm Sorry, He's Mine
2. A Song About Me And A Boy

## Listplaceringar
| Lista (2007) | Position |
| ------------ | -------- |
| Sverige      | 29       |